# Peperomia erythropremna
Peperomia erythropremna är en pepparväxtart som beskrevs av William Trelease. Peperomia erythropremna ingår i släktet peperomior, och familjen pepparväxter. Inga underarter finns listade i Catalogue of Life.